# Mills-Projektion
Die Mills-Projektion (auch Mills-Notation, Mills-Darstellung oder Mills-Formel) ist in der Chemie eine Art von Projektionsformeln. Sie wurde von J. A. Mills 1955 in einer längeren Publikation vorgeschlagen, in der es hauptsächlich um die Stereochemie von zyklischen Derivaten von Kohlenhydraten ging. Mills fiel auf, dass die Struktur solcher in der Synthese von Kohlenhydratderivaten oft vorkommenden Verbindungen mit den bis dahin üblichen Fischer-Projektionen oder Haworth-Formeln nur mittels Überkreuzung der Linien, die die Bindungen darstellen möglich ist. Um die Struktur und insbesondere auch die Konfiguration der Stereozentren besser erkennen zu können begann er daher, solche Strukturen ähnlich den Terpenen bzw. Steroiden zu zeichnen, also mit in der Papierebene liegenden, anellierten Ringen. In der Literatur auffindbare Fehler bzgl. der Stereochemie von Zuckern schrieb Mills zum Teil der Verwendung der Fischer-Projektionen zu.

## Regeln
- Einzelne und anellierte Ringe werden flach in der Papierebene liegend gezeichnet.
- Die Konfiguration der Stereozentren wird durch Keilstrichformeln dargestellt, also fette Bindungsstriche für Substituenten, die nach vorn zeigen, und gestrichelte für nach hinten zeigende
- Wasserstoffatome an Brückenköpfen werden immer explizit ausgeschrieben.
- Wasserstoffatome an anderer Stelle können explizit ausgeschrieben, oder auch nur impliziert werden.

## Vergleich zu anderen Projektionsformeln
Im Gegensatz zu den Fischer-Projektionen müssen die Mills-Projektionen nicht richtig orientiert werden. Da die Zeichenebene gleichzeitig die Referenzebene ist, wird die Stereochemie auch stimmen, wenn man das Blatt Papier auf den Kopf drehen würde. Nachteilig ist an den Mills-Projektionen, dass die Konformation des Rings nicht abgebildet wird, was jedoch bei allen Projektionen für Kohlenhydrate der Fall ist.
- Vergleich der Mills-Projektion mit der Fischer-Projektion und den Haworth-Formeln am Beispiel von Methyl-2,3-O-(isopropenyliden)-4,6-O-(benzyliden)-α-D-glucopyranosid (136734-51-5)

Vergleich der Mills-Projektion mit der Fischer-Projektion und den Haworth-Formeln am Beispiel von Methyl-2,3-O-(isopropenyliden)-4,6-O-(benzyliden)-α-D-glucopyranosid
Fischer
Haworth
Mills